# La dona del predicador
La dona del predicador (títol original: The Preacher's Wife) és una pel·lícula estatunidenca de Penny Marshall estrenada l'any 1996. Ha estat doblada al català.
Es tracta del remake de The Bishop's Wife (1947).

## Argument
El reverend Henry Biggs (Courtney B. Vance) és el pastor d'una petita església baptista en ruïna en un barri pobre de Nova York. Baixa el nombre de fidels, i Henry es debat en tots els sentits per les necessitats dels seus parroquians, i les finances de l'església són en pèssim estat. Henry és sotmès a una intensa pressió pel promotor immobiliari Joe Hamilton (Gregory Hines) perquè vengui els béns de l'església amb la finalitat que Hamilton hi pugui construir condominis de luxe. Henry deixa de costat la seva dona, Julia (Whitney Houston), i el seu fill, Jérémiah. Julia tem que el seu matrimoni estigui a punt de desfer-se. Dubtant que pugui canviar la vida dels seus parroquians i començant a perdre la seva fe, Henry implora l'ajuda de Déu, que arriba sota els traços de Dudley (Denzel Washington), un àngel espiritual i bondadós. Dudley diu a Henry que és un àngel enviat per Déu per ajudar-lo, però Henry es malfia. Julia, al contrari, és instantàniament seduïda per la bellesa i la calma de l'àngel.

## Repartiment
- Denzel Washington: Dudley
- Whitney Houston: Julia Biggs
- Courtney B. Vance: Révérend Henry Biggs
- Gregory Hines: Joe Hamilton
- Jenifer Lewis: Margueritte Coleman
- Loretta Devine: Beverly
- Justin Pierre Edmund: Jeremiah Biggs
- Lionel Richie: Britsloe
- Paul Bates:: Saul Jeffreys
- Lex Monson:: Osbert
- Darvel Davis Jr.: Hakim
- William James Stiggers Jr.: Billy Eldridge
- Marcella Lowery: Anna Eldridge
- Cissy Houston: Mrs. Havergal

## Rebuda
- Oscars 1996: Nominació a la Oscar a la millor banda sonora per Hans Zimmer
- Crítica
  - "Pel·lícula agradable de veure i sentir. Remake del clàssic 'The Bishop Wife', de 1947"[3]
- "Encara que entretinguda en el seu conjunt, massa toveta, cosa habitual en Penny Marshall"[4]